# Junior Senior
Junior Senior fue un dúo musical danés compuesto por Jesper 'Junior' Mortensen y Jeppe 'Senior' Laursen, conocido por el exitoso sencillo "Move Your Feet".

## Historia
La banda se creó en 1998, cuando 2 miembros del extinto grupo Ludo-X, el cual abandonaron en 1995, volvieron a reunirse para crear "Junior Senior". Ese mismo año firmaron un acuerdo con la discográfica independiente danesa Crunchy Frog Records.
En 2003 sacaron su primer álbum, D-D-Don't Stop the Beat, cuyo sencillo más famoso es el tema "Move Your Feet". La canción, sacada al mercado danés en 2002, fue un verdadero éxito y les sirvió para saltar a las listas internacionales, siendo número 1 en Dinamarca y con buenas posiciones en Estados Unidos, Australia, Reino Unido y Francia entre otros países. El videoclip, que empleó pixel art, también apareció con frecuencia en canales como MTV. El álbum estuvo entre los "mejores de 2003" para publicaciones como Rolling Stone o NME.
En 2005 sacarían su segundo álbum, Hey Hey My My Yo Yo, en Dinamarca y Japón, y un año más tarde en el resto de Europa. El disco cuenta con colaboraciones destacadas para algunos temas, como de Cindy Wilson y Katie Person (The B-52's) en "Take My Time" o JD Samson (Le Tigre) en "I Can't Get Get". Dicho álbum tuvo buena acogida por parte de la crítica y buenas ventas en Japón. La edición especial del CD contaría con un disco extra con caras B. Dicho disco extra salió en 2007 por separado en el resto del mundo como EP, bajo el título Say hello, wave goodbye.
Jesper y Jeppe anunciaron la disolución de la banda en el año 2008 para emprender nuevos proyectos por separado.

## Discografía

### Álbumes
- 2002: D-D-Don't Stop the Beat
- 2005: Hey Hey My My Yo Yo (2007 en Estados Unidos) y el resto de América

### EP
- 2007: Say hello, wave goodbye